# Aidenbach
Aidenbach é um município da Alemanha, situado no distrito de Passau, no estado da Baviera. Tem 17,19 km² de área, e sua população em 2019 foi estimada em 3.004 habitantes.